# District de Kushiro
Pour les articles homonymes, voir Kushiro.

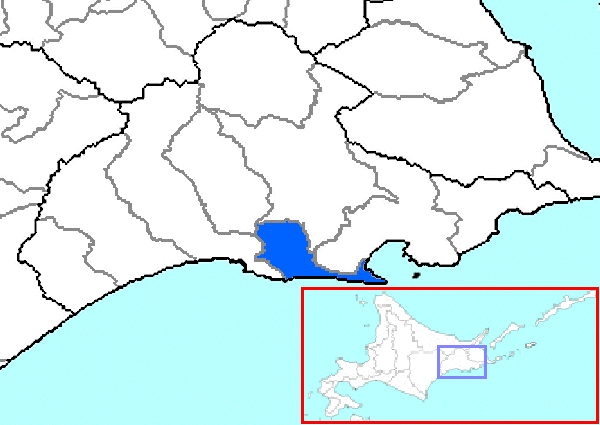
Emplacement du district de Kushiro dans la sous-préfecture de Kushiro.

Le district de Kushiro (釧路郡, Kushiro-gun) est un district de la sous-préfecture de Kushiro, sur l'île de Hokkaidō, au Japon.
En 2015, la population du district est estimée à 20 183 habitants pour une densité de 79,9 personnes par km². La superficie totale est de 252,66 km2.

## Bourg du district
- Kushiro